# Церква Преображення Господнього (Грімне)
Церква Преображення Господнього — православна церква у с. Грімне Городоцького району Львівської області.

## Історія

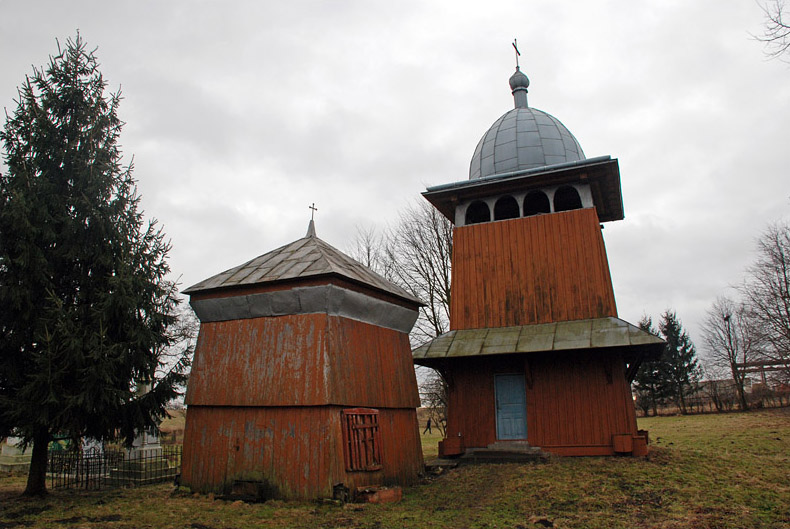
Дві дзвіниці, менша є старшою

Перші відомості про церкву датуються 1471 роком, проте її було спалено під час одного з татарських набігів. Ймовірно на тому ж місці й була споруджена у 1777 році церква Преображення Господнього, яка сьогодні є пам'яткою архітектури національного значення.
Церква є доволі великою, але має досить нетипові плескаті восьмигранні бані. Поруч з церквою розташувалось одразу дві дерев'яні дзвіниці. Менша є ровесницею храму і була пошкоджена пожежею у 1980 році, а другу спорудили порівняно недавно — у 1990 році.
Поруч з дерев'яною церквою у 2001 році було зведено новий мурований храм, який теж освячено на честь Преображення Господнього.